# Pitten
Pitten är en ort och kommun  i Österrike. Den ligger i distriktet Neunkirchen i förbundslandet Niederösterreich, 60 kilometer söder om huvudstaden Wien.
Kommunen består av fem orter (Ortschaften) (inom parentes invånarantal 1 januari 2024):
- Inzenhof (61)
- Leiding (177)
- Pitten (2 186)
- Sautern (511)
- Weinberg (3)